# Universidad Multimedia
La Universidad Multimedia (en malayo: Universiti Multimedia) es una universidad privada en Malasia, con más de 20.000 estudiantes. La universidad acoge 8 facultades y 13 centros de investigación en dos campus, uno en Cyberjaya y uno en Melaka. La distancia entre los dos campus es de alrededor de 150 kilómetros a través de la autopista Norte-Sur.
Cyberjaya abrió sus puertas como la primera ciudad inteligente de Malasia, el 8 de julio de 1999. Este campus fue idea del cuarto primer ministro del país, el Dr. Mahathir Mohamad, como un centro de aprendizaje e investigación para el Súper Corredor Multimedia (MSC), una área designada de 750 km² como centro de investigación de alta tecnología y como zona industrial.
El campus Melaka está situado en Bukit Beruang (lit: Colina del oso). La Facultad de Ciencias Empresariales se encuentra aquí, con más de 4.000 estudiantes matriculados en su pregrado y programas de postgrado.
La Facultad de Creatividad Multimedia en la Universidad Multimedia, funciona en colaboración con la Universidad del Sur de California, EE. UU., la Escuela de Artes Cinematográficas,  ofrece un Bachillerato de Artes Cinematográficas de Grado que se ofrece en el campus de Iskandar.